# 라그나르 시귀르드손
라그나르 시귀르드손(아이슬란드어: Ragnar Sigurðsson, 1986년 6월 19일 ~ )은 아이슬란드의 전 축구 선수이다. 현역 시절 포지션은 센터백이었다.

## 수상
IFK 예테보리
- 알스벤스칸: 2007
- 스벤스카 쿠펜: 2008
- 스벤스카 수페르쿠펜: 2008

FC 코펜하겐
- 덴마크 수페르리가: 2012–13
- 덴마크 컵: 2011–12

개인
- UEFA 유로 2016 맨 오브 더 매치 : vs. 잉글랜드 (16강전)